# 대만 해협

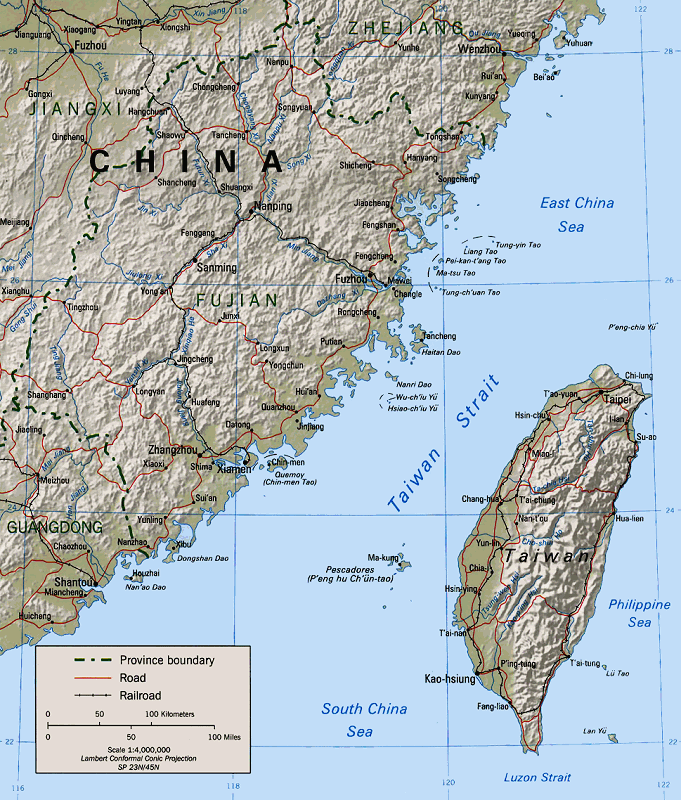
대만 해협 지도

대만 해협(중국어: 臺灣海峽)은 대만과 중국 대륙(중화인민공화국령) 사이에 있는 폭 180km의 해협이다. 가장 좁은 곳의 너비는 131km이다. 해협 내에는 펑후 제도 등 작은 섬들이 분포하고 있다.
국공 내전 이후 대만과 중국 사이의 군사적 대치 상황이 계속되고 있는데, 바로 이 해협 사이의 정치적 관계를 '양안 관계'(중국어: 兩岸關係, 병음: liǎng'àn guānxì)라고 한다. 이 해협은 자연해자로써 양측의 상징적인 군사분계선 역할을 하게 된 것이다.

## 사진
- 아시아에서 동쪽으로 태평양을 바라본 모습
- 태평양에서 서쪽으로 아시아를 바라본 모습
- 동중국해에서 남쪽으로 남중국해를 바라본 모습
- 남중국해에서 북쪽으로 동중국해를 바라본 모습

## 같이 보기
- 9·3 포격전 (제1차 대만 해협 위기)
- 진먼 포격전 (제2차 대만 해협 위기)
- 제3차 대만 해협 위기
- 대만 문제
- 중화항공 611편 추락 사고
- 양안 관계
- 루손 해협